# Acrossocheilus fasciatus
Acrossocheilus fasciatus es una especie de peces de la familia de los
Cyprinidae en el orden de los Cypriniformes.

## Morfología
Los machos pueden llegar alcanzar los 8,9 cm de longitud total.

## Reproducción
Es ovíparo.

## Hábitat
Es un pez de agua dulce.

## Distribución geográfica
Se encuentra en Shanghái (China ).

## Observaciones
Es inofensivo para los humanos.